# 太平島
太平島（英語：Taiping Island / Itu Aba Island；越南语：／），位於南海南沙群島北部中央鄭和群礁西北角，位居南海西側航道的東邊，面積0.51平方公里，是南沙群島中最大的天然島嶼。東距中灘0.8海浬（1.5公里）、中洲礁3.1海浬（6公里）、敦謙沙洲7.1海浬（13公里），西南距南薰礁16海浬（30公里）。現由中華民國政府實際控制，並劃歸、高雄市旗津區中興里管轄，與高雄港相距1,600公里。此外菲律賓、越南及中華人民共和國皆主張擁有太平島主權，但均從未進行過實際控制。菲律賓政府根据联合国海洋法公约控告中华人民共和国，在申請南海紛爭仲裁，常設仲裁法院於2016年7月12日之菲律賓控告中國案仲裁書當中称南沙群島依公约的定義是岩礁而非島，因此不能享有二百海里專屬經濟區。事後，中華民國對於該仲裁表示不承認、不接受。

## 命名
早期中國漁民稱呼這座島嶼為「黃山馬峙」，「峙」是「高聳」的意思。日本人則稱呼這座島嶼為「長島」。有些中文以外的航海地圖把太平島命名為「伊圖阿巴」（Itu Aba Island），是馬來語「那是什麼」的意思。1935年，中華民國水陸地圖審查委員會公佈的名稱亦為「伊都阿巴岛」。此外，越南方面将其称为「波平岛」。
1946年12月，中華民國國民政府派遣海軍上校林遵、姚汝鈺率「太平號」、「永興號」、「中業號」、「中建號」等四艘軍艦接收南海諸島，並建碑測圖。太平號負責自日本軍隊接收此島，並豎立主權碑石以宣示主權，因而以此艦來命名。

## 歷史

### 20世紀之前
宋、元時期，中國將南海諸島命名為「千里長沙」和「萬里石塘」。:45-47
15世紀上半葉，明代航海家鄭和七下西洋，途經南海諸島，將南沙群島命名為「萬生石塘嶼」。:48
明、清時期，中國官方把西沙群島和南沙群島列入萬州轄區，史有「萬州有千里長沙、萬里石塘」的記載。:54
中國漁民稱呼這座島嶼為「黃山馬峙」。
|                                        | （海南）渔民在太平岛的生活比在其它岛屿要滋润，岛上水井里的水比其它地方都要好。 |
| ——英国海军部，1879年《中国海航行指南》 |                                                                                |

### 20世紀前期
1907年，大批日本漁民進入南沙。
1929年4月，島上的日商因磷礦開採殆盡而停止開採，並曾受世界經濟危機的影響撤返日本。
1933年4月10日，法軍佔領太平島，趕走島上的日商。
1935年年初，日本人平田末治和臺灣總督府設立開發太平島的開洋興行株式會社。4月，法國以軍艦派遣30名越南人長住太平島。
1936年12月，日本開洋興業公司派員到島上探查磷礦。
1938年8月9日，日本派遣軍艦到島上建立石碑記載日本人開發經過。10月30日，日本派遣士兵和勞工登陸。12月7日，有更多日本人登陸。
1939年4月，日軍佔領太平島，將其取名為「長島」，納入日屬台灣高雄州高雄市轄下的新南群島所管理。期間日本曾在島上駐紮過陸戰隊、氣象情報隊、通信派遣隊和偵察機部隊。
1944年，日本在島上建立了潛艇基地。

### 20世紀後期

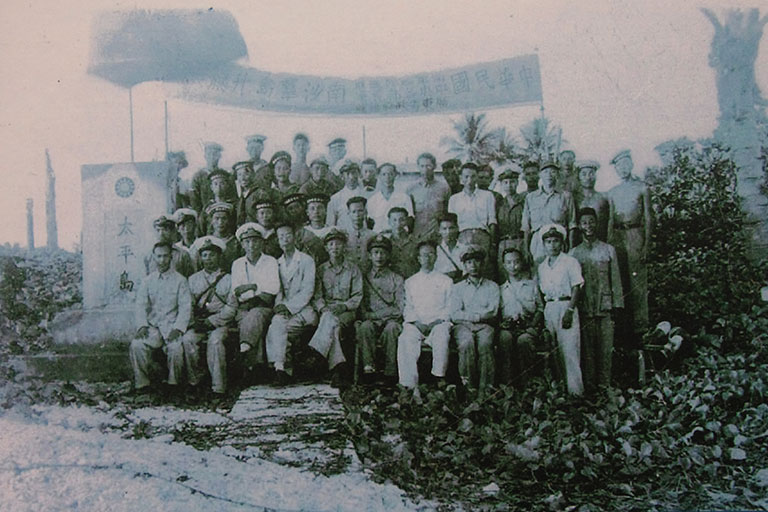
1946年12月，中華民國海軍接管太平島，14日在島上升起國旗，前排左四為內政部代表鄭資約，左五為支隊指揮官林遵。

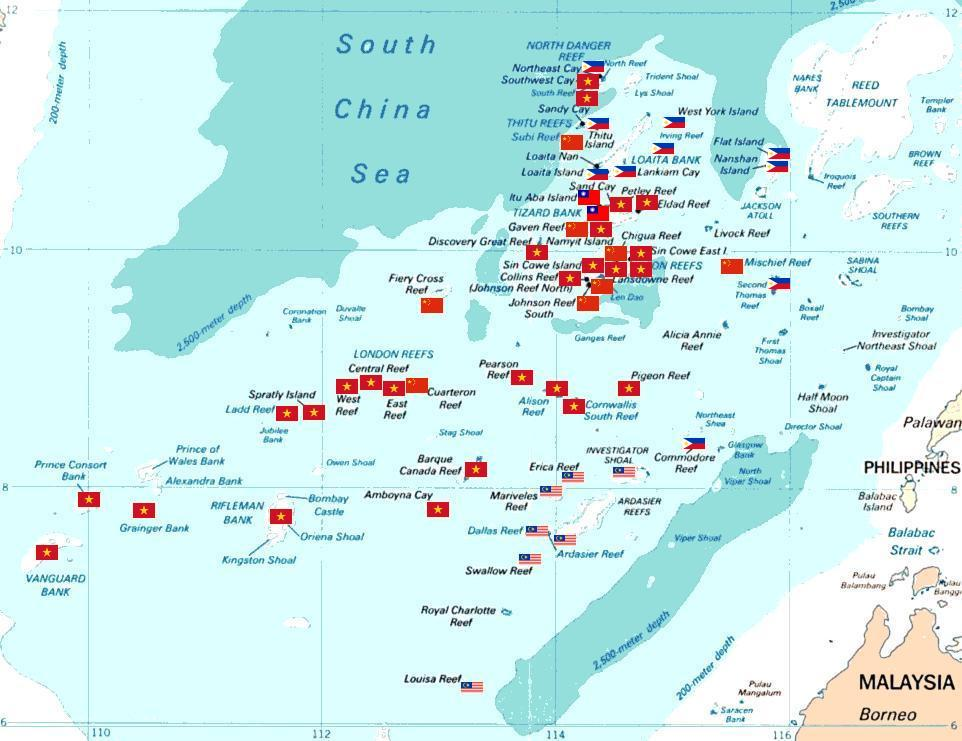
南海周邊諸國於南沙群島各島礁及沙洲的駐軍情況。

1945年第二次世界大戰結束後，11月21日，美軍艦艇三艘，曾登陸長島。中華民國政府曾計畫由臺灣省行政長官公署接管南海諸島，並於12月12日成立「南沙管理處」，隸屬廣東省政府，預訂修建電台、氣象台。
1946年10月5日，法國菲利普·勒克萊爾中將依盟國協議率遠東軍重返越南、柬埔寨與南海諸島，法艦Chevreud號部署於南沙群島區域，之後登陸南威島和太平島，在島上建立石碑，當時中華民國政府提出抗議，並與法方決定於該月及翌年1月4日進行談判，但因法越战争緊張而未舉行。11月24日，中華民國政府派出「太平」號、「永興」號、“中建”號、“中業”號等4艘軍艦，由指揮官林遵（林後來在第二次國共內戰率艦隊投共）、姚汝鈺率領南下，並有內政及陸海空各部代表隨往視察，會同海軍在廣州出發，前往西沙、南沙，各島皆未見人跡。12月12日，進駐南沙群島的「太平」、「中業」兩艦由林遵率領，抵達太平島。為了紀念「太平」艦進抵該島，即以「太平」為該島命名。在島西南方的防波堤末端豎立起「太平島」石碑，並在島之東端，另立「南沙群島太平島」石碑。立碑完後，乃於碑旁舉行進駐和升旗典禮。之後在太平島設立「南沙群島管理處」，隸屬於廣東省政府管轄。

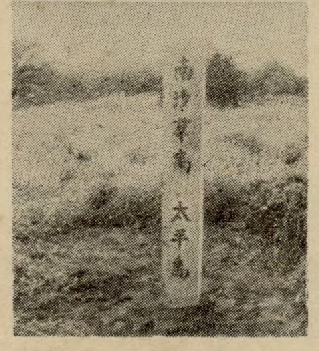
南沙群島太平島碑

1948年3月，在西沙群岛管理處主任张君然的推荐下，彭運生奉命乘“中海”號戰車登陸艦從上海出發，經高雄、廣州、榆林港南下，奉調遠戍南疆，任海軍南沙群島管理處少校主任之職，成为海軍驻太平岛首任指挥官。南沙群島只有位於鄭和群礁之上的太平島派有駐軍，彭運生率領袍澤40餘人，戍守中華民國最南海疆，從1948年3月至1949年6月。
1949年，海南地區籌備建省，太平島由廣東省改隸海南特別行政區。
1950年5月，中華民國軍隊自海南島、西沙、南沙群島撤離。
1950年，菲律賓民間人士進佔太平島及其他南沙諸島，開採磷礦。
1952年，中華民國與日本簽訂《中日和約》，其中雙方承認日本已在《舊金山和約》放棄對南海諸島之主權。
1956年5月，菲律賓海軍占領南沙群島中的9個無人島，並在中業島上修建機場及駐軍。
1956年6-7月，中華民國海軍先後派出立威部隊、威遠部隊、寧遠部隊三次「威力偵巡」南沙群島。在巡弋過程中，曾在太平島、南威岛、西月島重樹石碑、舉行升旗禮，並改編為「南沙守備區」，改派中華民國海軍陸戰隊守備太平島。
1. 立威部隊：由太和、太倉兩軍艦組成特遣艦隊，日期是6月2日至6月14日。登陸3個島：太平島、南威島、西月島。巡察5個島和1個沙洲：南子礁（今南子岛）、北子礁（今北子岛）、中業島、南鑰島、鴻庥島與敦謙沙洲。經過2個暗沙：逍遥暗沙、永登暗沙，以及3個群礁：鄭和群礁、中業群礁和尹慶群礁；另外也經過12個礁和1個沙洲：渚碧礁、大現礁、小現礁、福禄寺礁、西礁、中礁、東礁、華陽礁、日積礁、相生礁（火艾礁）、常瀨礁（蒙自礁）和楊信沙洲。[22]
2. 威遠部隊：由太康（英语：USS Wyffels (DE-6)）、太昭（英语：USS Carter）兩軍艦組成特遣艦隊，之後中肇艦參加，日期是6月29日至7月22日。先後到過太平島、中業島、敦謙沙洲、西月島、鴻庥島、南威島、南鑰島、南子礁、北子礁。
3. 寧遠部隊：由太和、永順（英语：USS Logic (AM-258)）兩軍艦組成特遣艦隊。日期是9月24日至10月5日。9月底到太平島、鴻庥島、敦謙沙洲，10月初到南鑰島、中業島、南子礁、北子礁。

1959年，島上官兵自臺灣迎奉千手觀音菩薩來此祭祀，修建觀音堂。
1960年9月9日，設立南沙群島郵政代辦所一處，歸高雄郵局管轄，郵戳為「台灣高雄 南沙群島(代)」；1962年11月，改隸台北郵局管轄；1977年12月改隸高雄郵局管轄；1984年7月改隸台北郵局管轄；1995年3月7日改隸高雄郵局管轄，郵戳改為「高雄 南沙群島(代)」迄今。1960年10月31日，將原有之氣象站擴充為氣象台。
1963年，中華民國退輔會於太平島設立「南海開發小組」，從事廢鐵打撈與磷礦開採，迄1968年擴編為「南海資源開發所」。
1967年10月，中國青年反共救國團「暑期育樂活動南疆遠航隊」設立「南疆屏障」石碑乙座。
1974年5月3日，中華郵政軍郵處增設第16軍郵派出所，與南沙群島郵政代辦所並列島上唯二的郵政單位；1982年6月14日第16軍郵派出所改制為第66隨軍軍郵局，並於2003年8月1日裁撤。

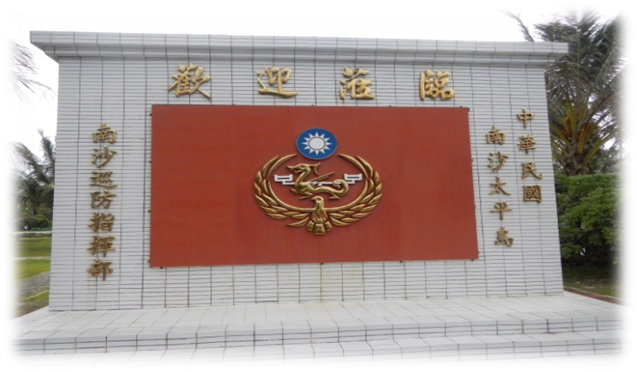
行政院海岸巡防署接防南沙太平島，並成立「南沙巡防指揮部」。

1975年，中華民國政府針對菲律賓、越南、馬來西亞相繼登陸南沙群島，發表「對南沙群島擁有唯一合法主權」之嚴正聲明。
1980年1月12日，中華民國內政部地政司司長王杏泉代表部長許水德登島設立「南疆鎖鑰」石碑乙座，並重申中華民國對南海之主權。2月16日，行政院核定高雄市成立管理委員會，接管太平島，隸屬高雄市旗津區，設立「漁業工作站」。
1992年6月12日，中華民國內政部負責籌組「南海小組」。

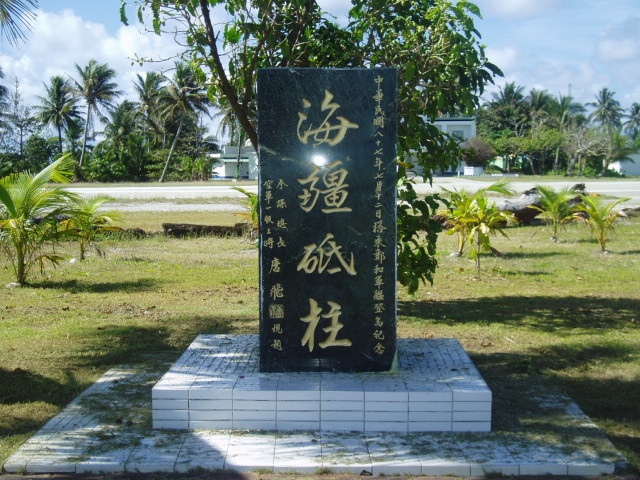
時任國防部參謀本部參謀總長唐飛一級上將於1998年蒞島宣慰太平島官兵時所題之「海疆砥柱」碑。

2000年1月28日，中華民國成立行政院海岸巡防署，取代中華民國國軍，正式接管太平島。

### 21世紀
2001年12月，建置完成具有20.3kW容量的太陽能電力供應裝置，以作備用電源。
2003年8月16日，中華民國內政部部長余政憲率領行政院經建會副主委張景森、研考會副主委蔡丁貴、海岸巡防署副署長游乾賜、高雄市副市長林永堅等一行人前往視察，並舉行一等衛星控制點設置動土典禮。
2005年，中華民國原本專責南海政策的「南海小組」，由國安會「周邊海域情勢會報」取代，作為處理臺灣週遭爭議海域的主管機制。
2006年，中華民國政府為便利由臺灣本島運輸補給和醫療救護，中華民國國防部開始著手構建「太平專案」（太平島機場專案）工程，但卻引發輿論質疑破壞生態。
2007年3月3日，高雄市政府海洋局為保護當地活動之海龜及響應國際間對海龜保育工作的重視，依漁業法第45條規定公告劃設「太平島海龜繁殖保育區」，範圍以太平島為中心，陸域產卵棲地從沙灘至樹林外側，海域重要棲息環境自潮間帶和低潮線至12浬處。11月7日，中華民國國防部部長李天羽到立法院「國防委員會」備詢時提到，正在預做規劃新建跑道採海底沉箱方式再加長。12月12日，太平專案工程完工，共費時273個工作天。

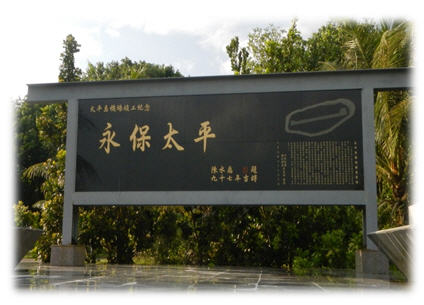
「永保太平」，時任總統陳水扁題，紀念太平島機場啟用。

2008年1月21日，中華民國空軍C-130運輸機首度降落太平島，並在島上設置「勤務派遣隊」，負責機場跑道的維護。2月2日，時任中華民國總統陳水扁搭乘的C-130運輸機於臺北時間上午「10時32分」降落登島，除慰問中華民國官兵，並主持機場跑道啟用典禮，成為中華民國首位抵達太平島的國家元首。不久，菲律賓方面由外交部長阿爾貝托·羅慕洛發表書面聲明稱，菲國對於這項發展（陳總統登島）表示「嚴正關切，並對此事感到遺憾與不幸」。菲國亦旋即向中華民國提出「抗議」。稍後，扁政府外交部發表聲明再度重申「南沙群島為中華民國之固有疆域，中華民國對太平島擁有唯一合法主權」；同時也表示將與鄰近各國持續溝通。同年9月1日，中華民國軍方決定自2009年起編列預算，對「太平島機場跑道延長工程」進行環境影響評估，預計2013年正式施工延長跑道。對於跑道必須施工延長的理由，中華民國國防部發言人表示，原有的跑道安全有顧慮，在天候不良下，C-130飛機在最大性能之下，只能實施短場起降，可能會滑出跑道，所以必須延長跑道長度。10月22日，中華民國國防部以「不符經濟效益」為由，放棄太平島機場跑道延長工程計畫。10月24日，為了加強維護「南海海域經濟主權」，中華民國經濟部秘密成立了南海小組，首次召開會議。主要討論中華民國在南海地區油氣礦的探勘和主權維護，會中並決議台灣中油應儘速在太平島附近進行油氣探勘，包括水文資料蒐集、海上物理探測。南海小組是中華民國總統馬英九主持國安會議時，要求經濟部成立的任務編組單位，目的是為了加強在相關海域的經濟主權維護。
2009年1月28日，菲律賓參議院通過2699號法案（Senate Bill 2699），即「制定菲律賓領海基線的法案」。2月2日，菲律賓眾議院通過第3216號法案（House Bill 3216），將南沙群島部分島嶕（包括太平島），以及中沙群島的黃岩島劃入菲國領土。2月4日，中華民國外交部在聲明中稱「無論就歷史、地理、事實及國際法而言，南沙群島、西沙群島、中沙群島、東沙群島及其週遭水域屬於中華民國固有領土及水域，其主權屬於中華民國，不容置疑。中華民國對4群島及其水域享有一切應有權益，任何國家無論以任何理由或方式主張或佔據，中華民國政府一概不予承認。」
2011年7月12日至7月18日，中華民國軍方奉國家安全會議協調，在南沙太平島舉行全民國防南沙青年研習營，將14名學者與碩博士生送到太平島，完成低強度軟性宣示中華民國在南海主權的行動。8月3日，中華民國監察委員李炳南和國防部、海巡署，以及其他國安相關單位一同考察太平機場與南星碼頭未來硬體設施升級的可能性。8月9日至8月15日，中華民國國防部舉行第二梯次全民國防南沙青年研習營，第一梯次學員是由國立台灣海洋大學師生組成，而第二梯次則是包括國立中山大學、國立中興大學、國立高雄海洋科技大學等校10名師生共同組成。9月7日，中華民國政府舉行光電系統動土典禮，增建太陽能光電和熱水設備，目標是讓太陽能成為太平島的主要能源。太陽能模組將裝設在機場跑道旁，目前規劃興建6排3列的太陽能板，預估帶來120kW的電力，未來可能會擴建為240kW。9月24日，中華民國國防部奉國安單位命令在今年初以無償撥用方式，提供40公厘高砲、海鷗級飛彈快艇、M41華克猛犬輕戰車、迫砲等武器裝備作為駐守部隊武器替換選項，增強防區戰力。幾經協調，海巡署同意接收40公厘高砲與120迫砲，填補戰力空隙。中華民國國防部半年來接連派遣軍事首長登島訪視，發現太平島上原射程較遠的三吋50倍艦砲，早於2004年由海巡署解除戰備，其他在島上的40砲，也早經鑑定不堪使用，軍方評估太平島不能沒有口徑大、射擊簡便、密集的直射遠程火力。經國防部與海巡署協調，考量島上現已有陸戰隊學校訓練完成組員，海巡署仍有使用40砲的戰力，海巡署決定接收由軍方檢整過的海軍40砲與120迫砲，重新賦予太平島有效射程2.5公里以上的直射火力，足以對登陸船隻形成嚇阻。12月13日，太陽光電系統、太陽能熱水系統及節能省電電氣設備正式啟用。
2012年2月，中華民國在島上興建具有協助飛機降落的助導航設施的太康天線鐵塔，鐵塔高度約達7～8公尺，有助飛機起降，協助相關運補輸送作業。3月22、26日，越南艦艇兩度試圖接近太平島。4月30日，三位中華民國立法委員林郁方、陳鎮湘和詹凱臣至太平島慰勞駐軍。7月9日至7月15日，中華民國國防部舉行第一梯次全民國防南沙研習營。8月，40砲與120迫砲由中華民國海軍運抵太平島。8月18日至29日，舉行第二梯次全民國防南沙研習營。8月31日，中華民國國家安全會議秘書長胡為真率同內政部長李鴻源、總統府副秘書長熊光華、行政院海巡署署長王進旺、內政部次長林慈玲、環保署副署長葉欣誠和交通部中央氣象局局長辛在勤等人登島視察。9月4日，三位中華民國立法委員林郁方、陳鎮湘和陳亭妃視察島上海巡部隊實彈射擊操演。9月5日，中華民國總統馬英九表示，太平島的機場跑道被海水侵蝕，碼頭也損壞，政府在未來幾年會撥款進行維護。12月27日，中華民國經濟部能源局表示，2013年礦務局編列新台幣1,700萬餘元補助款，將與台灣中油公司合作派船赴太平島進行油氣探勘計畫。
2013年1月，中華民國海巡署的「東、南沙地區防務工事及設施改善計畫」，總經費為新台幣143,704,000元，新增東、南沙地區防務工事、設施改善及相關規畫，以兩年時間在東沙島與太平島進行戰備工事、戰術位置整修、防護裝備籌補、勤務設施改善。並編列新台幣180萬元預算，研究太平島興建可供500噸級以上的艦艇靠泊碼頭。1月8日，太平島成立中華郵政代辦所。1月31日，中華電信正式啟用島上GSM行動通信系統。7月29日，中華民國行政院核定南沙太平島碼頭新建工程新台幣33億元預算，由中華民國海巡署分2年編列，工程由中華民國交通部國道新建工程局招標，預計在2015年底前，完成碼頭新建工程，完工後能讓3,000噸級的船艦靠泊。10月7日，由中華民國經濟部礦務局、台灣中油公司和成功大學共10人組成的「南海測勘團隊」，進行2天的陸上地質調查、地質鑽探、重磁力測勘、圖資測量等測勘工作。此次地質調查，是距台油公司上一次（1981年6月）派遣測勘團隊上島並設置「太平島一號井」，已相隔32年。
2014年2月7日，「南沙太平島交通基礎整建工程」正式開工。3月6日，中華民國監察院國防及情報委員會召集人葛永光等7位委員，至島上進行巡察。10月8日，太平島因為港務工作需要助導航設施，「南沙太平島燈塔新建工程」委託設計監造服務採購案決標。12月14日，中華民國政府舉行第二期太陽能光電設備啟用典禮。
2015年6月13日，中華民國海巡署長王崇儀率領海洋總局龔光宇總局長、海岸總局黃漢松副總局長等重要幹部，搭乘高雄艦至島上視察，並勘查碼頭新建工程。8月7日，中華民國交通部航港局表示，太平島燈塔塔身為鋼筋混凝土結構，塔高12.7公尺，燈高13.8公尺，圓柱型塔身底部直徑4公尺，光程10浬，規劃為全自動無人看守燈塔，遇故障時，能起動備用系統，以維持該燈塔正常運作，並由航港局每年定期派員巡視及維護；燈塔於2015年4月13日開工，10月11日完工，並於同年12月12日點燈發光。10月29日，聯合國常設仲裁法院判定仲裁法庭對南海仲裁案具管轄權，中華民國外交部發布聲明，「仲裁庭亦未就本案徵求中華民國的意見，因此本案與中華民國完全無涉，中華民國政府對其相關判決概不承認，亦不接受」。11月24日到30日，菲律賓律師團宣稱太平島是「岩礁」。12月12日，中華民國內政部陳威仁與海巡署長王崇儀主持「南沙太平島交通基礎整建工程」及燈塔完工啟用典禮。

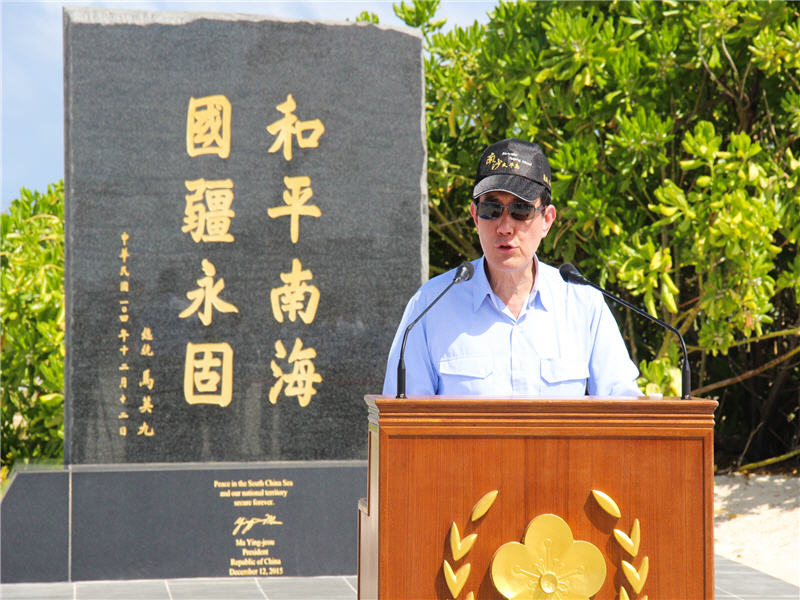
馬英九總統提出南海和平倡議

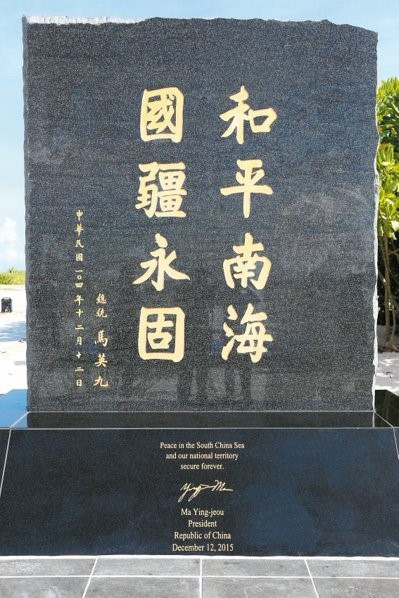
「和平南海，國疆永固」紀念碑

2016年1月6日，兩艘越南籍漁船在太平島附近海域越界捕魚，海巡署以水柱驅離。1月27日，中華民國外交部發表四點聲明，強調太平島是中華民國固有領土，中華民國元首馬英九在歲末年終，前往太平島慰勞長期駐紮當地官兵有充分之正當性與必要性，臺灣在太平島投入碼頭建設係為推動人道救援，對區域和平絕非「極無助益」。1月28日，中華民國總統馬英九搭乘C-130運輸機再次前往太平島，登島後於島上國碑前發表談話，闡述登島的四個目的：1、春節前慰問駐島人員；2、發表「南海和平倡議」路徑圖；3、說明推動太平島的和平用途；4、澄清太平島的法律地位。1月30日，中華民國海巡署發布新聞稿表示，駐島3位護理人員將「遷籍南沙」，其中護理師初美玲女士（41歲）已於同月21日率先完成遷籍手續，住址設在當地唯一的戶籍「高雄市旗津區南沙1號」，創下「中華民國史上首位平民設籍南沙」的紀錄。3月23日，中華民國外交部邀請外國媒體以「弘聲專案」為名，展開第二波太平島護土行動，24家海內外媒體踏上太平島土地，包括CNN、半島電視台、華爾街日報、金融時報、美聯社、法新社、路透社、彭博社，以及日本的共同社與讀賣新聞。這是太平島60餘年來首度開放國際媒體登島，以鏡頭實際直擊太平島軍警戍守與生態實況。媒體在島上親嘗南沙群島間唯一自然湧出的珍貴淡水，大啖海岸巡防署官兵以島上種植的蔬菜、畜養禽類與海產烹調的特產飯盒，見證太平島屬於自然島嶼，絕非漲潮即沒的礁岩。7月12日，荷蘭海牙常設仲裁法院在「南海仲裁案」的判決中裁定南沙群島的所有海上地物，包括太平島，均為礁岩，而不是擁有專屬經濟海域的島嶼。中華民國總統府隨後發表聲明，表示絕不接受，也主張此仲裁判斷對中華民國不具法律拘束力。7月14日，有香港记者向美國國務院發言人唐纳展示一份美國政府早前出版的地圖，该地圖標明太平島是島嶼而不是礁岩，並追问美國政府的立場，唐纳表示目前美國政府無意挑戰常设仲裁法院的裁决。7月19日，偉星艦在太平島附近海域護漁時發現一艘越南籍漁船越界捕魚，隨即交由南沙小艇驅離。7月25日，三艘屏東漁船以緊急避難申請停靠太平島碼頭獲准，並補給淡水及物資。8月16日，中華民國內政部長葉俊榮率高雄市副市長陳金德等人登島，為南沙醫院掛設「南沙2號」門牌。中華民國在太平島興建新的軍事工程，因為Google Earth更新衛星照片圖檔資料，而可以被放大檢視。此消息經國際媒體報導後，越南外交部在9月22日所舉行的每月例行記者會上，外交部發言人黎海平（Le Hai Binh）對此宣稱，台灣的作為已嚴重侵犯越方的主權。
2017年7月2日，中華民國海岸巡防署研議南沙太平島碼頭第二期工程與擴建南沙醫院，強化碼頭泊靠靜穩度與醫療設施。其中碼頭擴建有包括延長碼頭、港區浚深與強化防波堤等選項，端視中華民國行政院能提供多少預算而定；而南沙醫院醫療設施強化則檢視海巡署與國軍軍醫院合作計畫，同時針對南沙巡防指揮部官兵本身與登島求援漁民的醫療需求樣態進行研議。
2019年3月19日，中華民國交通部航港局為確保太平島周邊海域船艦航行安全，在太平島燈塔加裝AIS船舶自動辨識系統，並於2019年底再增設特高頻無線電（VHF）功能將提升通訊距離達30浬。
2020年10月27日，中華民國國安單位下令中華民國海岸巡防署重新擬定「南沙太平島港側浚深及碼頭整修工程計畫」，計畫從2020年至2023年期間，編列總經費新台幣16億4,842萬5千元預算，進行太平島既有碼頭功能的整修與強化作業，主要工程項目包括100噸級巡防艇避颱強化工程、4,000噸級巡防艦港側航道加深工程、碼頭附屬設施強化工程及配合設施工程等四部份。其中100噸級巡防艇避颱強化工程，包括直立式與斜坡式護岸共約160公尺、內堤共約150公尺、既有東堤結構強化150公尺、興建防湧閘門1座及浚挖土石5.4萬方等。4,000噸級巡防艦港側航道加深工項，則需浚挖3.2萬方海砂等。簡易碼頭水域浚挖至-5公尺。外碼頭港測浚挖至-7公尺。碼頭附屬設施強化工程，包含簡易碼頭後線鋪面、大船繫靠設施強化、簡易碼頭岸水油電設施等。其它配合設施工程園區，則有助導航設施及其它雜項工程。
2022年2月27日，中華民國海巡署表示，南沙太平島港側浚深及碼頭整修工程於2021年11月開工。4月19日，媒體消息指出，中華民國軍方計劃延長太平島機場跑道，必要時以供戰鬥機起降。計畫将在現有基礎上延長350米，總長將至1,500米，國軍戰機均可實現起降。
2024年3月，國民黨指出中華民國蔡英文總統在任内仍未登陸太平島宣示主權，頻繁呼籲蔡英文總統在下任政府換届前登陸太平島。3月21日，國安局長蔡明彥回應國安局考量南海地緣政治情勢、總統座機飛行安全等問題無法解決，現階段不建議蔡總統赴太平島。前總統馬英九表示，他和前總統陳水扁在任期内都有登島，若都能處理飛航安全與維安問題，蔡總統也可以，技術上不構成問題。他强調，這是中華民國的領土，中華民國總統都有責任與義務守護，總統是否登島視察著實重要，總統不登島，國家利益與民心士氣都會受到影響。3月22日，立法院國民黨團首席副書記長林思銘表示，「既然蔡英文總統有國安的考量，不方便去，那就由我們立法委員、我們大家共同到太平島去做考察。」國民黨立委馬文君排定5月16日登上太平島關心島上官兵，報名者包括國民黨的立法院副院長江啟臣與立委馬文君、陳永康、徐巧芯、黃仁、羅智強、林思銘、賴士葆、鄭正鈐、翁曉玲，民眾黨則有3位立委，林國成、陳昭姿、林憶君，藍白總計有13名立委報名。5月18日，10名國民黨、民眾黨立委組團，清晨7時自屏東機場搭C-130H升空，飛往南沙太平島考察。

## 地理

### 地質及地形
島形東西狹長，地勢低平，東西長約1,500公尺，南北寬約420公尺，岸線範圍41.3公頃，海岸植被線範圍36.6公頃；平均潮位時陸域出水面積約為0.51平方公里，海水低潮位時礁盤與陸域出水面積約0.98平方公里，海拔5到6米。
由於太平島是一珊瑚礁島，地表之細砂土為珊瑚礁風化所形成，下層為堅硬之礁盤。島之四周均有沙灘，南北側沙灘較狹寬僅5公尺、東側寬約20公尺、西南側寬約80公尺。沙灘上堆積的細砂白裡透紅，主要為珊瑚和貝殼碎屑，紅色的砂是由紅珊瑚碎裂而成。
中油公司曾在太平島鑽井取岩芯，全長523公尺，在43公尺處的年齡約78萬年，而在130公尺之上有4層相當厚層的「鈣土」，是以前太平島處於較乾燥且低海平面的時期因風化所形成，時代可能縱跨過去200萬年。
岩芯下段的碳酸鹽岩已經白雲岩化，被白雲岩化的碳酸鹽岩前係生成於淺海的珊瑚礁或潟湖，年齡難以考究，推測可能老於300、400萬年。

### 氣候
太平島屬熱帶海洋性氣候，地處低緯度，四季皆夏，年均溫27至28 °C（81至82 °F），5月最熱，可達35℃，1月最冷，但也有26℃。降雨頗豐，6至12月為雨季，年雨量1,500至3,000毫米。季風盛行，夏季西南風，冬季東北風，風向在5月和10月轉換，年均風速每秒3.7公尺。颱風常發源於南沙群島北部，且多朝北方移動，所以太平島不常受到颱風侵襲，但會受到颱風外圍環流影響。由於降雨、蒸發及浪花飛濺，太平島的相對溼度全年在80％以上，夏天氣溫經常飆升超過30℃。

### 周圍海象
太平島附近海流深受季風影響，夏季流向東北，冬季轉往西南，流速在0.7至1.5節（即時速1.3至2.8公里）之間。潮汐是不規則的全日潮，潮差小。表層海水年均溫超過28℃，5月可達29℃，1月最低也有26℃。鹽度約32至33.5%，年變化不大，冬季略高。夏季陸地泥沙流入，水質較濁，但透明度仍高，可達25公尺以上。一年當中，從6月中之後到翌年3月，是屬於風浪較大，不適合潛水及補給的月份。

## 生態資源

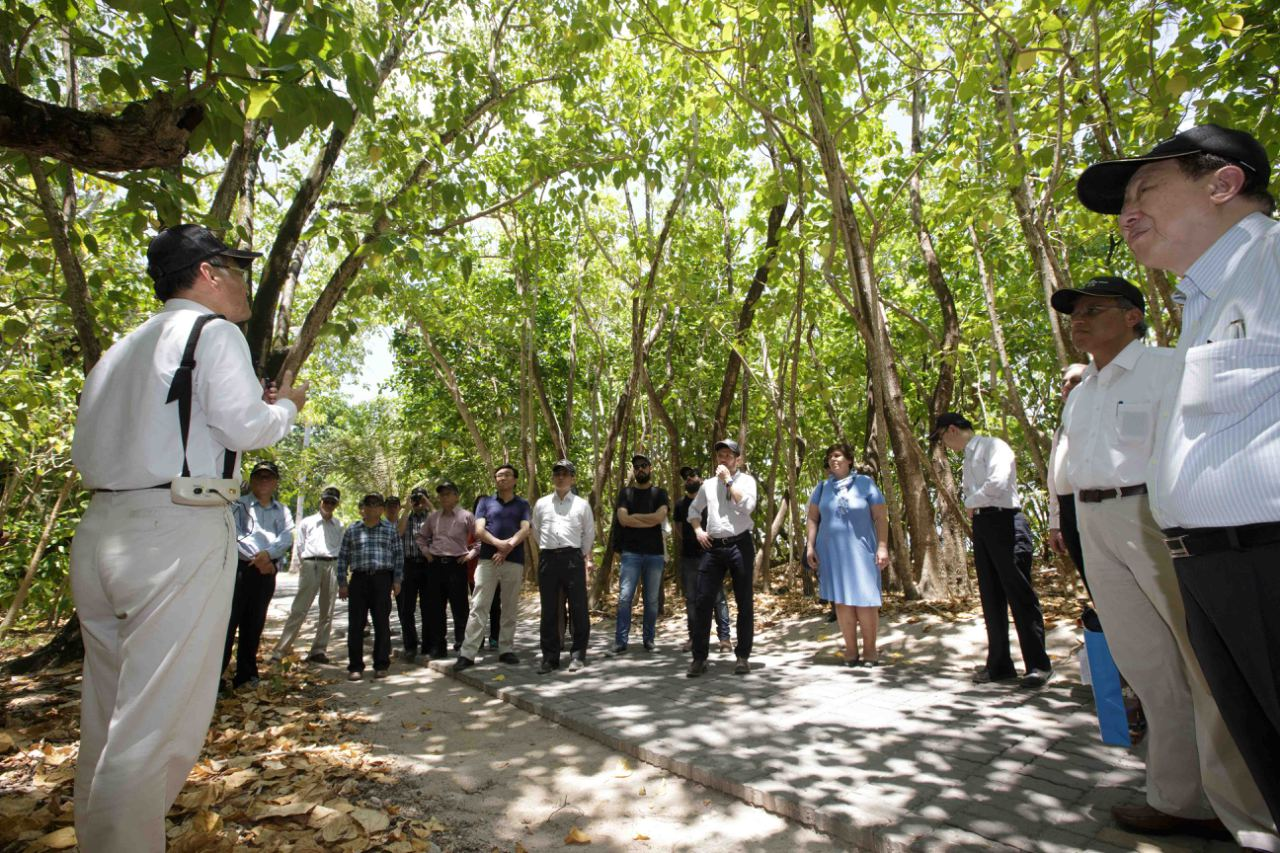
國立清華大學生命科學系特聘教授李家維介紹包括蕨類在內的原生林

### 植物
由於接近赤道無風帶，幾無颱風侵襲，故植物高大茂密，島上有147株10餘公尺高，樹齡達數百年的大樹，形成典型的熱帶海岸林，另有草生地及散生樹木區。
在太平島共紀錄到46科，106種陸域維管束植物，包括蕨類植物2科2種，雙子葉植物38科69屬共80種；單子葉植物6科22屬共24種。植物組成以禾本科15種最多，豆科12種次之。以生長習性而言，喬木20種，灌木16種，蔓性植物17種，其餘53種為草本植物。其中有15種植物在臺灣同屬於歸化植物，包括賽山藍、毛蓮子草、大花咸豐草、長柄菊、紅花野牽牛、垂果瓜、賽芻豆、美洲含羞草、含羞草、賽葵、紅花黃細心、光葉鴨舌舅、苦蘵、蒺藜草、牧狼尾草等。
本島東部有一片熱帶海岸林，其樹高可達20公尺，主要以檄樹、欖仁樹、蓮葉桐、葛塔德木、草海桐、白水木、海檸檬、藤蟛蜞菊、長柄菊、長鞍藤、葛蕾草等喬木為主，本島較高大的植物有椰子、瓊崖海棠、太平皮孫木、蓮葉恫及欖仁樹。。
太平島的陸域植物，其世界分布屬於馬來西亞植物區系。島上曾紀錄到11種未見於臺灣本島的植物，包括海檸檬、橙花破布子、苧麻葉鐵莧、白避霜花、匍地垂桉草、穗花落尾麻、三葉烏斂莓、露兜樹及窄溝草、蓮實藤及毛短穎馬唐。
因中央道路的拓寬，太平島上原有的森林面積大幅減少，人為干擾區域變多，約占全島面積的45%。全島植被可分為海岸天然林、人為影響區域散生樹林、自然草生地及人為影響區域草地。
- 海岸天然林

飛機跑道將太平島海岸天然林切分成南、北兩部分，森林裡的樹高可達20公尺，主要的組成樹種有蓮葉桐與海檸檬，再來是葛塔德木和檄樹，其中混生著欖仁、瓊崖海棠、椰子、露兜樹等海漂植物，而草本植物則以芻蕾草為主。
- 自然草生地

飛機跑道兩端有較大面積的海濱沙灘，主要的植物包括馬鞍藤、濱豇豆、肥豬豆、雙花蟛蜞菊、芻蕾草以及無根藤等。
- 人為影響區域散生樹林

這一區以椰子樹最多，夾雜著人工栽植的瓊崖海棠、木麻黃等，另外還有自生的檄樹、葛塔德木、海檸檬、蓮葉桐及欖仁等。
- 人為影響區域草地

在飛機跑道兩側有不少受到人為影響的草地，禾本科植物是此地的優勢物種，如狗牙根、孟仁草、鯽魚草、蒺藜草和鋪地黍，其中夾雜著大花咸豐草、長穗木、長柄菊、煉莢豆、蠅翼草、美洲含羞草、乾溝飄浮草、賽芻豆、葉下珠、大飛揚草、伏生大戟、紅花黃細心、繩黃麻、羽狀穗磚子苗等。

### 動物

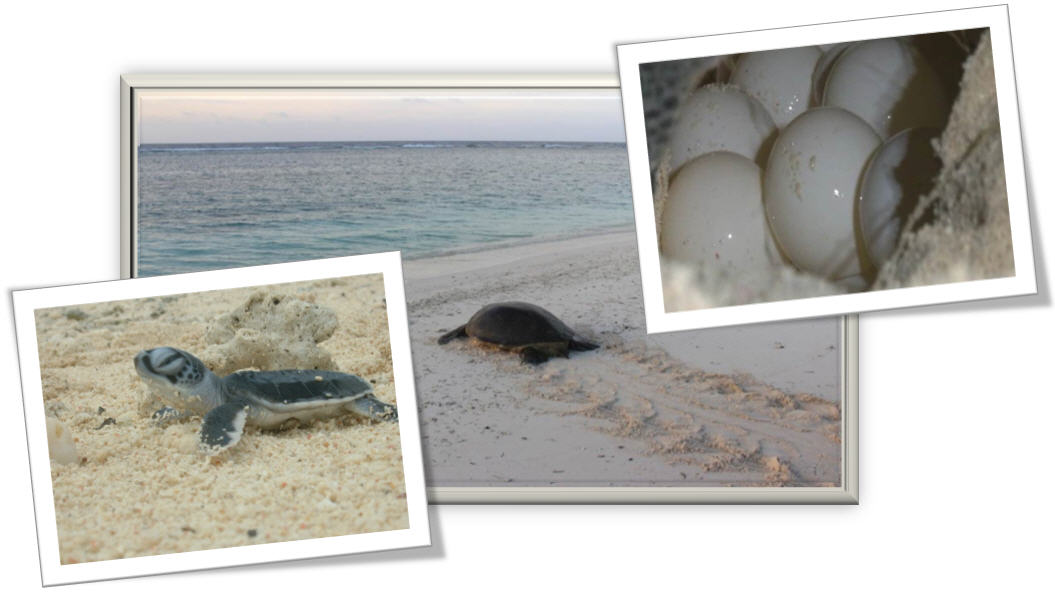
太平島上的綠蠵龜

南沙太平島四周環海，島的面積小，距離大陸或其他大島遠，所以島上的脊椎動物種類並不多。主要的物種為節肢動物的昆蟲綱與軟甲綱動物，當然也少不了以昆蟲為食的蜘蛛與蜈蚣，還有在土壤中常見的蚯蚓、鼠婦等。
自1994至2013年，在南沙太平島共紀錄到6綱，55科，60種陸域脊椎動物，其中以昆蟲比例最高，共有38種，佔了66%，其它各綱皆未超過10種。島上鑑定出來的無脊椎動物，大多為東亞分布的種類，並無特有種。推測是因太平島位於越南、菲律賓與婆羅洲之間，物種皆源於這些大島。牠們隨著海漂植物或乘著熱帶氣旋過來，也藉著貨物運輸或景觀植物的移入登島。
- 鳥類：太平島狹小，並無留鳥，根據歷年在太平島的調查，累積了近70種鳥類的發現紀錄，其中以過境鳥為主，牠們在不同的季節造訪太平島，因此調查研究所能發現的鳥種和數量並非定數，變動相當大。整體而言，春、秋二季適逢鳥類的遷移時節，所以有較多的鳥類紀錄。當鳥類來到太平島，多數就在島嶼周圍的沙灘或海域覓食，其中數量較多的是鷗科、鷺科、和鷸科；而大鳳頭燕鷗與少數蒼燕鷗會在島東方的中洲礁產卵繁殖。而過境的鳥以候鳥為主，這些海洋性的鳥類，多做短暫停留渡冬、過境，也因為太平島是亞洲東邊候鳥遷徙所經路線，所以也成為候鳥的重要歇腳點。就地形上而言，島上的鳥類活動範圍，常因腹地太小，礁岩不多及地勢過於平坦，大受限制。每日的早晨及黃昏，都可看見島上水鳥聚集於東北角沙岸、西南邊碼頭旁邊的沙地及沿岸四周的沙岸覓食；陸鳥則分佈於島內四周的喬木與灌木上。另島上也常有雀鷹及白尾熱帶鳥等鳥類棲息。
- 珊瑚：島之南側海底人為廢棄物甚多，珊瑚礁死亡情形相當嚴重，珊瑚礁台浪拂區（約水深1至3公尺左右）的珊瑚相還算豐美，但由水深約5公尺已降至礁盤斜坡，珊瑚礁破壞嚴重，水中藻類叢生，加上錨泊區的垃圾到處雜陳，水中景觀「乏善可陳」。太平島正北的海崖地形，由水深約7公尺直降到45公尺深的海底懸崖，幾乎沿著島北側全崖延展，海壁上的景觀就與島南側大不相同。可能是島上的潛水活動至今僅有浮潛，而因海壁落差大，深度較深之處，生態環境才沒被破壞，因而保留了較完整的自然生態。島西側向海延伸1公里以上的礁盤外斜坡進行實勘，該處為一片少經人跡打擾的「海底花園」，色彩繽紛的各種軟硬珊瑚，開展在水深7公尺的礁平台邊緣，並直降到水深36公尺的垂直海壁上，形成一片艷麗的花牆。太平島附近礁岩分佈狀況，東邊、北邊有幾處斷崖、陡坡，東南邊是緩斜坡，南邊有被炸平的現象。珊瑚一般在水深1至3公尺較易遭受干擾，生長不穩定是屬正常情形，但在3至6公尺間應是一般珊瑚生長較佳的環境，太平島的狀況卻是異常的糟，只有零星散佈。現今登錄了150種而已。
- 貝類：附近海域有很多水字螺、唐冠螺和寶螺。
- 魚類及浮游生物：在太平島四周，常見熱帶魚、珊瑚礁魚類、潮間帶生物。亦是眾多動物性浮游生物的群聚地，水母類及原索動物類即佔很大比例；而其種類組成繁雜，可能與4月份正逢季風和海流轉換的季節有關。此時東北季風退縮，西南季風擴張，造成海流流勢紊亂，各海流的浮游動物隨之在此交匯流離，因而形成這種奇特現象。
- 海龜：太平島曾有玳瑁上岸產卵的傳聞，但根據近幾十年來的調查，僅有綠蠵龜會上太平島產卵。太平島的氣候與植被對綠蠵龜而言是良好的產卵環境，因此終年都有母龜上岸產卵，且集中於夏、秋（7~11月）兩季。以往太平島所有沙灘都有母龜產卵的蹤跡，但集中在島東人煙稀少處。機場跑道築成後，島東的樹林消失殆盡，綠蠵龜主要的產卵地移到北岸沙灘。據調查，母龜平均每年在太平島產下106窩龜卵，若以每頭母龜每季平均產下4至5窩來推算，每年上岸產卵的母龜約有25頭。[65][66]

### 戰略資源
島上磷礦經數度發掘已開採殆盡，無主要自然資源。1981年和2013年，台灣中油曾到太平島海域探勘，均未能證實附近一帶是否蘊藏石油或天然氣。

## 島上狀況

### 水源
太平島上年降雨量約3,000毫米，雨水滲入地表後，儲存於土壤及其下方的珊瑚礁岩孔隙，因為長達百萬年的岩化作用，珊瑚礁岩形成極佳的不透水層，因為比重的關係形成一個珊瑚島嶼特有的淡水透鏡（lens）漂浮于海水上，使得全島蓄積豐富的地下水，其水質較硬，多含鈣質，並含有一些古代的鹽分（氯），是可飲用的淡水。太平島現有四口水井——五號井、七號井、九號井與十號井，淡水含量分別為99.1%、75.8%、97.5%、96.8%，平均淡水含量達92.3%，每日總取水量可達65公噸，提供飲用、廚房炊事及生活用水。此外還有蓄水設備，主要用於灌溉。

### 電力

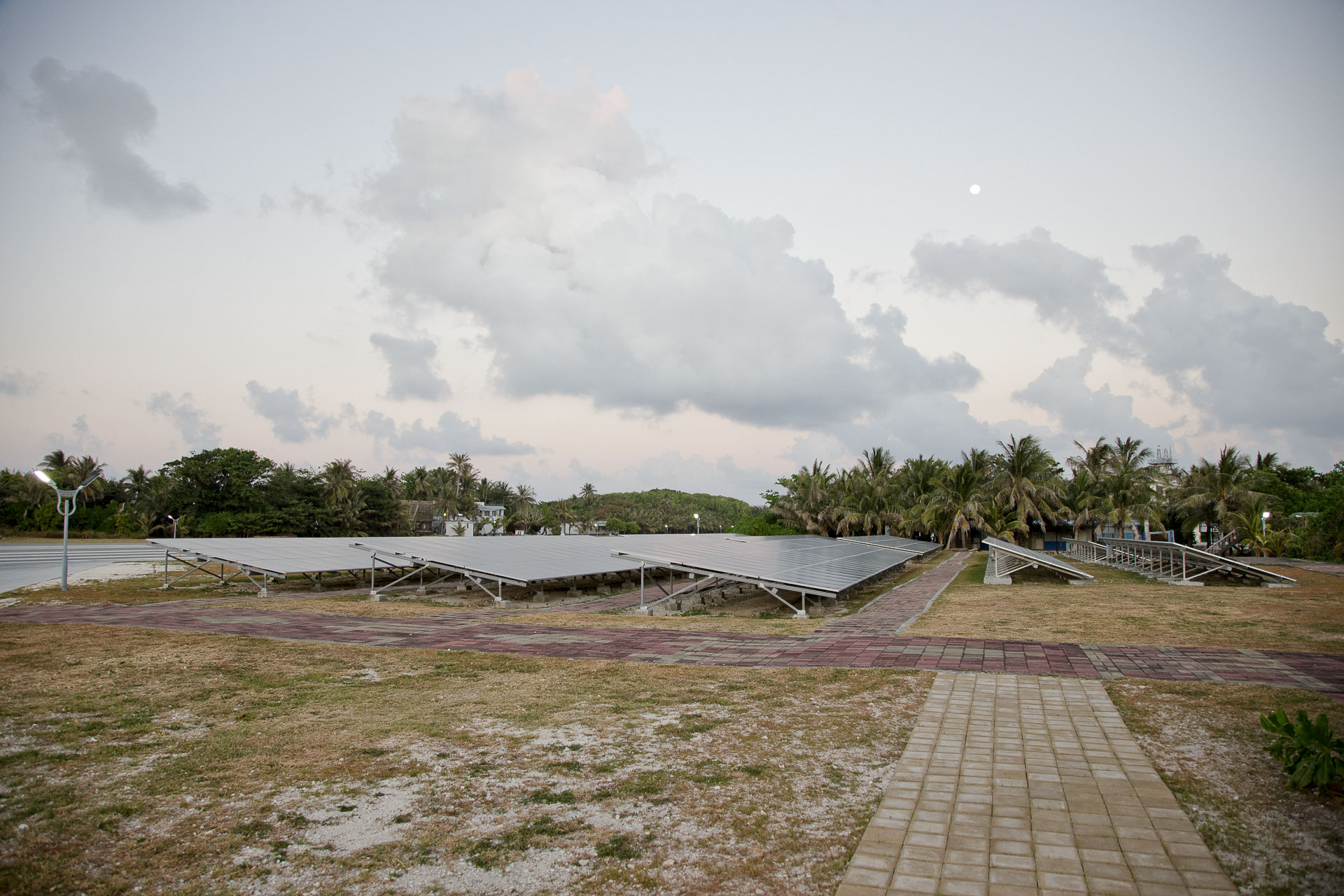
低碳島計畫—太平島太陽能光電系統

島上主要以3部400kW柴油發電機供電，發電用油需由台灣運補。2001年12月，完成20.3kW容量的太陽能發電裝置當備用電源。2011年9月7日，增建120kW容量的太陽光電系統，未來可擴建為240kW，並於12月13日已完工啟用。2014年12月14日，舉行第二期太陽能光電設備啟用典禮，建置容量40kW太陽光電發電系統，附加612kWh儲能系統，預估每年發電量為5萬527度，與第一期太陽能光電系統併聯運轉後，整體效益可達每年發電量18萬9,492度、減少柴油發電機耗油4萬9,003公升、減少燃油排放二氧化碳127.9公噸，大幅提升再生能源使用效益。目前太陽能發電約占島上總發電量20%，且正評估擴增第三期太陽能發電，將發電量加大到40%。

### 建築

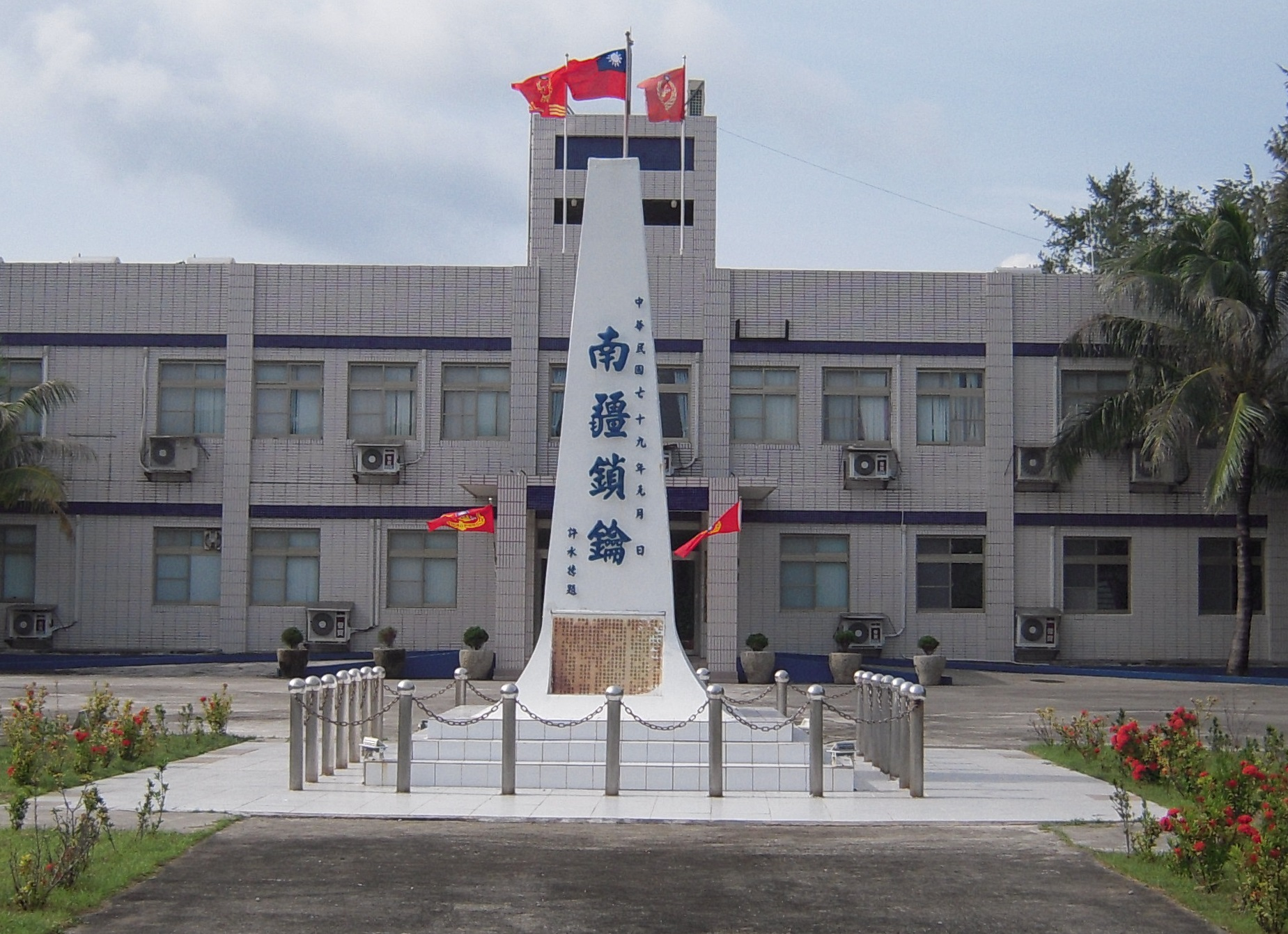
「南疆鎖鑰」國碑

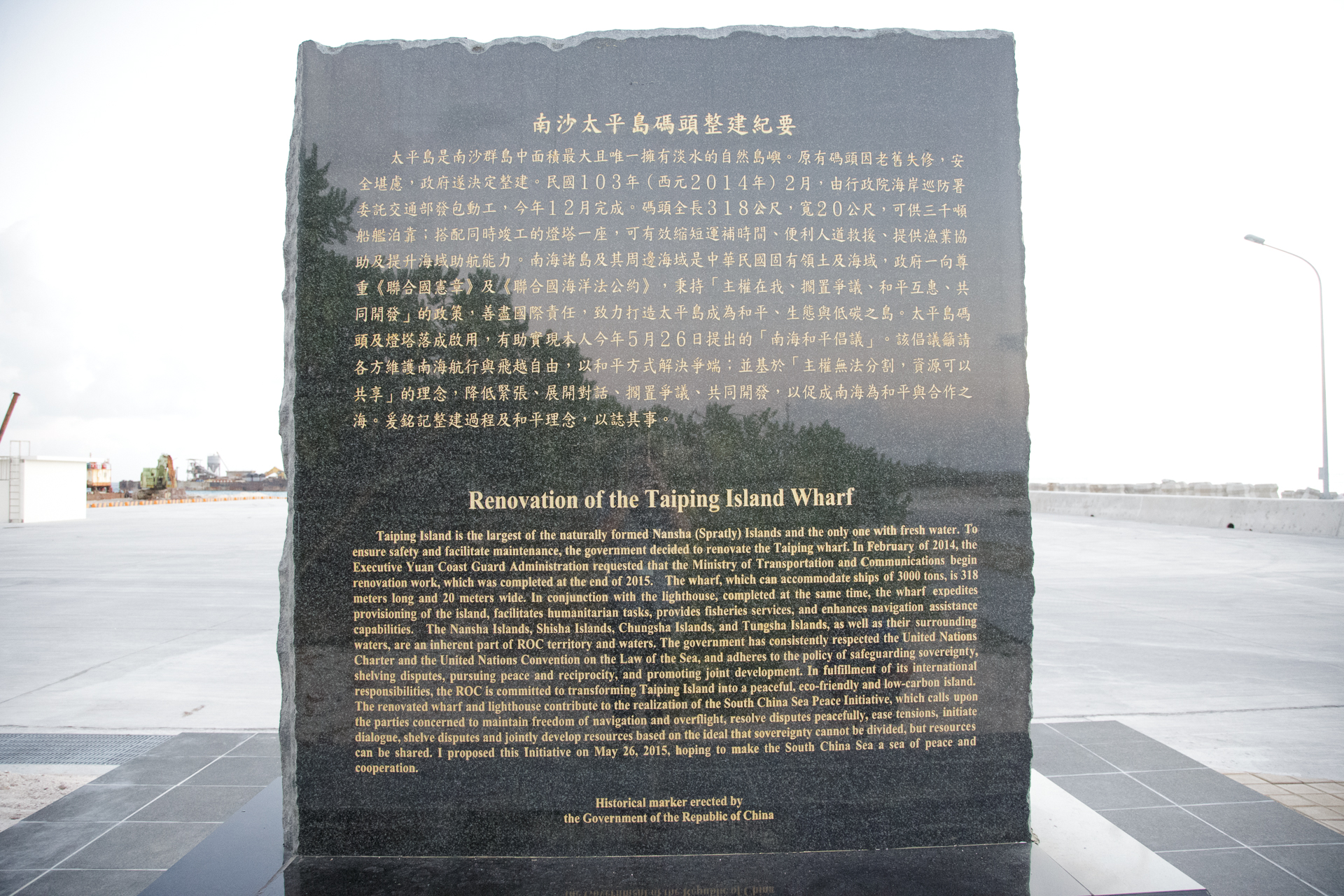
「和平南海、國疆永固」紀念碑

太平島的生活機能相較完備，設有中華民國海巡署南沙指揮部綜合大樓（門牌為高雄市旗津區中興里18鄰南沙1號）、南沙醫院（門牌為高雄市旗津區中興里18鄰南沙2號）、燈塔、海水淡化廠、發電廠、氣象觀測站、衛星電訊通訊、雷達監控等設備，以及南沙太平島觀音堂、郵局、機場、戶政系統等建設。島上豎立標有「南疆鎖鑰」的中華民國國碑。

### 人口
目前由約190名海洋委員會海巡署東南沙分署南沙指揮部所屬海巡部隊官兵和19位中華民國空軍太平基地勤務派遣分隊的場站維護、空軍第六天氣中心太平派遣氣象組、航管官兵常駐，另有中華民國海軍氣象官兵駐守；在南沙醫院有1位國軍高雄總醫院指派的醫師和3名護理師。2016年1月18日，南沙指揮部上校指揮官王茂霖將戶籍遷至太平島，成為第一個遷籍太平島的官兵。依據中華民國衛生福利部醫療效益提升計畫（IDS），自2015年1月1日至2017年12月31日止，爭取遴聘民間3位女性護理人員上南沙太平島服務，照護島上人員健康及參與人道救援任務。初美玲、潘曼琪及林芳慈等3位駐島護理人員原分別設籍於高雄、花蓮及屏東等地，為響應政府南海政策，決定以實際行動遷籍南沙（太平島的戶籍地址均為高雄市旗津區中興里18鄰南沙1號），其中初美玲已於2016年1月21日辦理戶籍遷移作業，首創平民設籍南沙之紀錄，潘曼琪和林芳慈也於返台休假時完成戶籍遷移。然而，同年7月根據自由時報報導，目前太平島設籍護理師僅剩下一人。

### 地價
| 中華民國內政部地政司公告年份 | 每平方公尺公告土地現值（新台幣） | 每平方公尺公告地價（新台幣） | 備註                                |
| ---------------------------- | -------------------------------- | ---------------------------- | ----------------------------------- |
| 1997年                       | 30元                             | 20元                         |                                     |
| 2000年                       | 40元                             | 20元                         |                                     |
| 2005年                       | 100元                            | 20元                         |                                     |
| 2006年                       | 300元                            | 20元                         |                                     |
| 2007年                       | 400元                            | 70元                         |                                     |
| 2011年                       | 500元                            | 70元                         |                                     |
| 2012年                       | 550元                            | 70元                         |                                     |
| 2013年                       | 650元                            | 70元                         | 土地總價值為新台幣3億1,849萬5,100元 |
| 2014年                       | 680元                            | 70元                         |                                     |
| 2015年                       | 800元                            | 70元                         |                                     |
| 2016年                       | 800元                            | 120元                        | 土地總價值約為新台幣4億元           |
| 2017年                       | 800元                            | 120元                        |                                     |
| 2018年                       | 800元                            | 120元                        |                                     |
| 2019年                       | 800元                            | 120元                        |                                     |
| 2020年                       | 800元                            | 120元                        |                                     |
| 2021年                       | 800元                            | 120元                        |                                     |

## 交通

### 公路
島上沒有正式公路，有一條環島生態步道。一般主要交通工具為腳踏車，現有唯一的公車「南沙一號」和機車「南沙二號」。「南沙一號」是高雄市政府派駐島上的中型巴士，負責軍政首長及訪賓在島上交通，這輛中巴有正常的車牌並標註「高雄市公車」，另還掛有白底紅字的「南沙一號」標牌。「南沙二號」是50CC機車，是給駐島官兵騎乘的。

### 海運

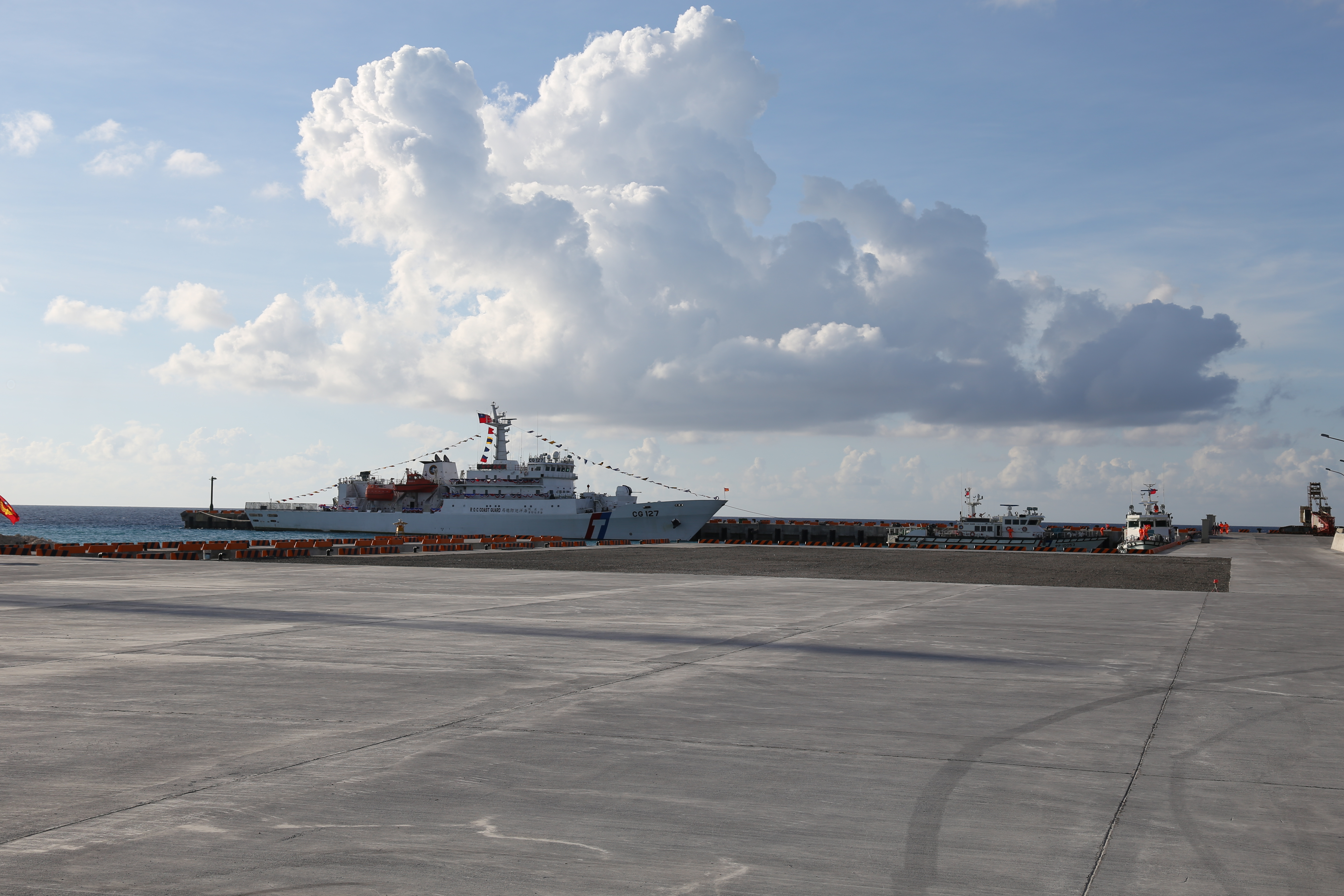
2015年底修建完工之太平島碼頭

#### 太平島碼頭
碼頭分為1、2號碼頭，2號碼頭內側水深達到7米多可供4,000噸以下船艦靠泊，外側水深8米則可供4,000噸以上船艦靠泊，略往外緣水域推出，水深更達10～13米，包括萬噸船艦都能泊靠使用。但每年6～9月西南湧流漲潮時，浪潮經常會漫過1號碼頭堤面，此時3,000噸以上艦艇要泊靠，必須計算潮位。
中華民國海巡署第五（高雄）海巡隊南沙分隊現有編制1艘100噸級巡防艇（PP-10089）、2艘6噸級多功能巡緝艇和1艘「旗津一號」平底船。
目前運補情形如下：
- 軍艦：每個月2～3航次。主要增加中華民國海軍和海巡署大型船艦巡邏密度。
- 軍用補給艦：每3個月1航次，單程約3天，停留島上約1天，主供軍品物資運補及公務使用。
- 民用商船：每20天1航次，供一般物資運補及駐防人員休假使用，單程航程約4天，停留島上約1～2天。

### 空運
- 設有直升機平台，但是使用率很低。

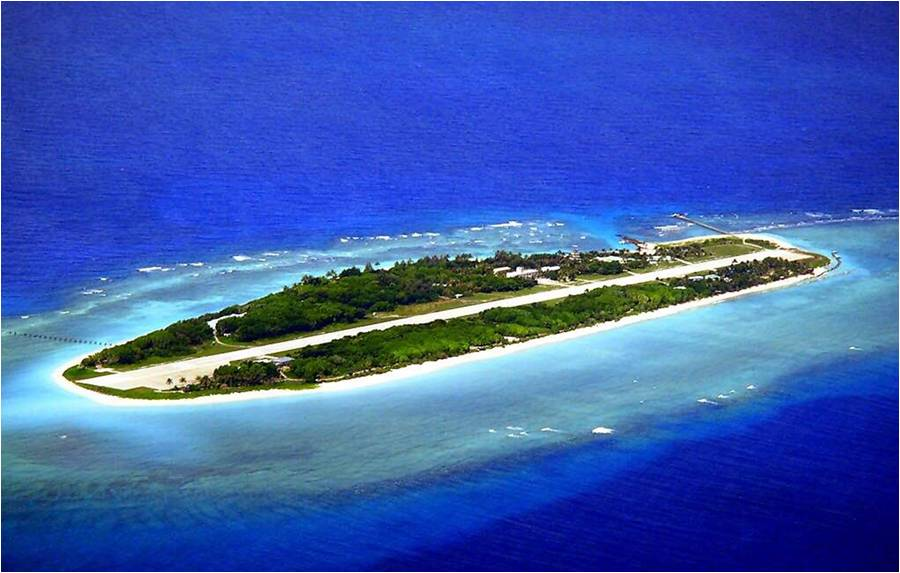
太平島機場

- 設有跑道長度為1,200公尺[81]、寬度為30公尺的機場，可供兩架C-130運輸機停駐；中華民國空軍每2個月會派遣一架次的C-130運輸機往返太平島，主要為提供駐防島上官兵的休假、緊急救援、物資運補後送都可以在7～8小時內完成。

## 觀光景點
以下為太平島地景點，但目前只有駐島及近年少數到南沙研習營的師生可欣賞和體驗。

### 太平島八景
| - 太平文化公園 - 思安亭 - 環島生態步道 - 南沙太平島觀音堂 | - 島東日出 - 島西日落 - 島南海岸線 - 島北海岸線 |  |

### 其他
- 土地公廟
- 舊棧橋頭
- 太平島燈塔
- 南沙群島界碑

## 對外通訊
- 太平島上設有中華郵政代辦所，郵遞區號為81941。[24]在駐軍初期即開辦軍郵政，最早歸屬於郵政總局台北郵局第一軍郵管理處。海巡署接辦太平島後開辦南沙郵政91106之2信箱，持續運作至2003年1月由中華郵政成立代辦所迄今。
- 透過衛星通訊，島上設有5部公用電話[82]。
- 行動電話通訊方面，可以使用中華電信的4G和3G基地台[83]。也能收到越南軍用電子電信（Viettel Mobile）設在鴻庥島上的GSM基地台和中國移動設在南薰礁上的GSM基地台的訊號[84][85]。
- 網路部分，中華電信建置完成了太平島的網路系統，因此可在島上使用網際網路[86]和行動通訊上網。

## 姐妹市
- 林肯市（內布拉斯加州）[87]

## 外部連結
- 南沙群岛部分岛礁名称来历（页面存档备份，存于）
- 太平島鳥瞰照片
- 臺灣首部圖文正式介紹太平島的著作：國境極南太平島：揭開中華民國國土最南端的神祕面紗
- 南海有多難 地圖上看得到卻到不了的國境最南（页面存档备份，存于）